# Michael Shanks
Michael Shanks (Vancouver, 15 december 1970) is als acteur vooral bekend om zijn rol als Dr. Daniel Jackson in de televisieserie Stargate SG-1 en lijkt qua uiterlijk zeer veel op zijn tegenhanger in de bioscoopfilm Stargate, James Spader. 
Ook is hij bekend van de Canadese serie Saving Hope (2012-2017) waar hij dokter Charlie Harris speelt. Charlie is een topchirurg die na een ongeval zelf in een coma raakt en in zijn eigen ziekenhuis vecht voor zijn leven. Terwijl zijn verloofde Alex Reid, die tevens ook chirurg is, met de situatie probeert om te gaan, neemt Harris een geestenvorm aan en dwaalt hij rond in het ziekenhuis. Hij ontmoet hier geesten van andere patiënten, die hij helpt om over te gaan naar het hiernamaals of terug te keren naar hun leven.
Shanks heeft een aflevering van Stargate SG-1 (Double Jeopardy) geregisseerd, een andere geschreven (Evolution: Part 1) en heeft gastrollen gespeeld in verschillende series waaronder Andromeda, Highlander, 24, The Outer Limits, Stargate Atlantis, Smallville en de nieuwe spin-off van de Stargate-reeks Stargate Universe. Hij heeft ook nog een vrij grote bijrol gehad in het tweede seizoen van Burn Notice als geheim agent Victor.
Michael Shanks is getrouwd met Lexa Doig, hoofdrolspeelster in Andromeda vanaf augustus 2003.
- Biblioteca Nacional de España: XX1501968
- Bibliothèque nationale de France: cb14226573h (data)
- Gemeinsame Normdatei: 1219330221
- International Standard Name Identifier: 0000 0001 1575 935X
- Library of Congress Control Number: no2001053858
- Système universitaire de documentation: 134205812
- Virtual International Authority File: 78431069
- WorldCat: E39PBJr7YkgYG8bvQDYCGvDDv3